# Ingrid Haralamow
Ingrid Haralamow-Raimann (* 29. Juli 1966) ist eine ehemalige Schweizer Kanutin, die in Kajakwettbewerben antrat.
Haralamow gab ihr Olympiadebüt bei den Olympischen Sommerspielen 1992 in Barcelona, wo sie im Einer-Kajak über 500 m antrat und bis in den Halbfinal kam, dort jedoch den sechsten Rang belegte und ausschied. Vier Jahre später gewann Haralamow bei den Olympischen Sommerspielen 1996 in Atlanta zusammen mit Daniela Baumer, Sabine Eichenberger und Gabi Müller die Silbermedaille im Kajak-Vierer der Frauen über 500 m. Ebenfalls wurde sie Achte im K1 über 500 m.